# Macrambyx
Macrambyx is een kevergeslacht uit de familie van de boktorren (Cerambycidae). De wetenschappelijke naam van het geslacht werd voor het eerst geldig gepubliceerd in 1982 door Fragoso.

## Soorten
Macrambyx is monotypisch en omvat slechts de volgende soort:
- Macrambyx suturalis (Gory, 1832)